# Thiemo Storz

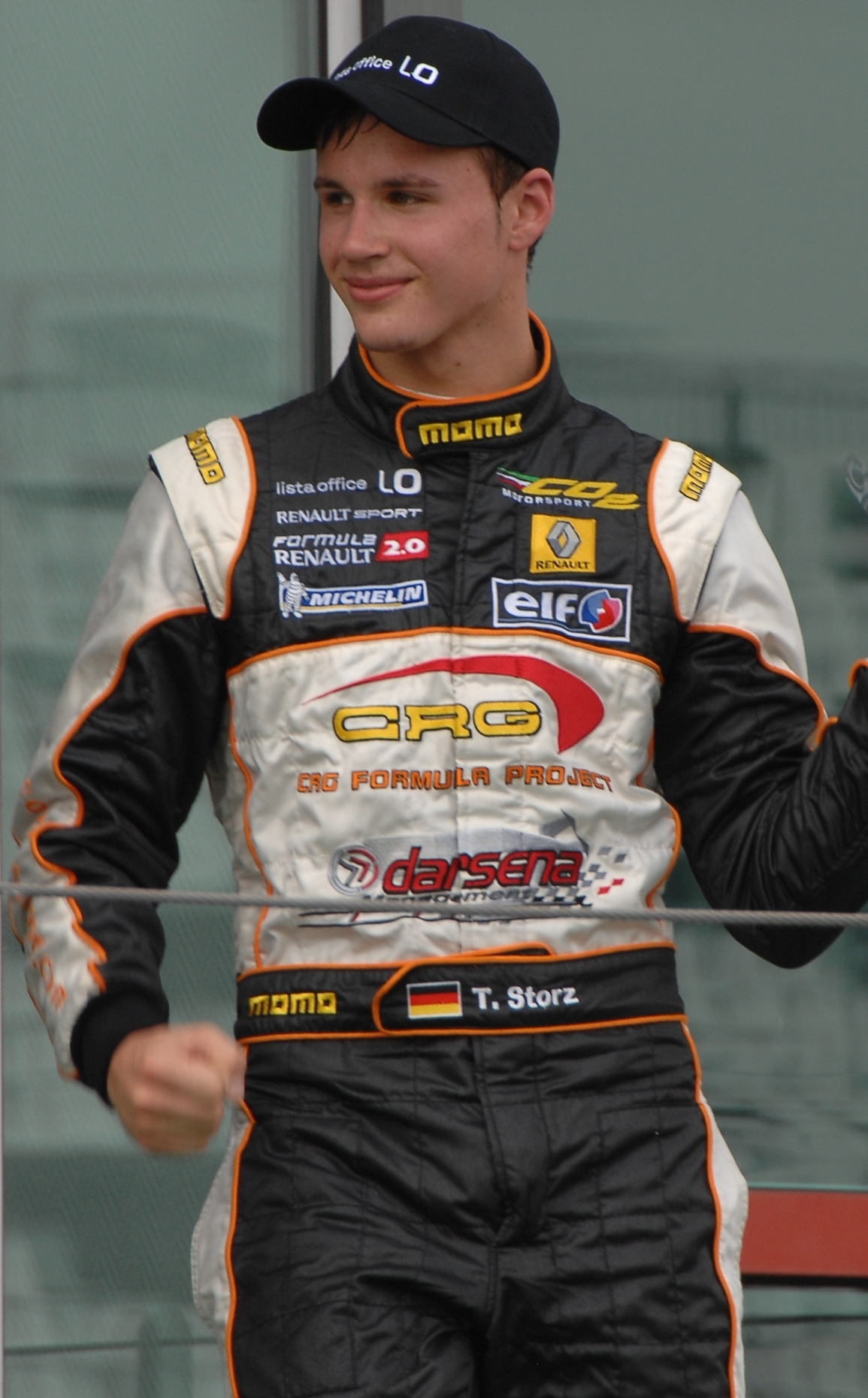
Thiemo Storz (2009)

Thiemo Storz (* 12. Oktober 1991 in Tettnang) ist ein deutscher Automobilrennfahrer. Er trat 2011 in der Formel 2 an.

## Karriere
Im Alter von 12 Jahren begann Thiemo Storz seine Karriere im deutschen Kartsport (Bambini A). Nach einigen Jahren Erfahrung, gewann er 2006 die Schweizer Kartmeisterschaft (ICA-Junior). Für die Kartmarke CRG aus Italien nahm er 2006, 2007 und 2008 an den internationalen Rennen der World Series Kart („WSK“) und der Italien Open teil. Im Jahr 2007 beendete er die Schweizer Kartmeisterschaft in seinem ersten Jahr in der Kategorie „KF2“ auf dem 3. Schlussrang. 2008 machte Storz zudem für CO2 Motorsport startend seine ersten Erfahrungen im Formelsport und wurde zunächst 14. der italienischen Formel 2000 Light. Anschließend nahm er an zwei Wintermeisterschaften teil und wurde Vierter in der italienischen Formel 2000 Light sowie Siebter in der italienischen Formel Renault. 2009 trat Storz für CO2 Motorsport in mehreren Rennserien an. Am erfolgreichsten war er in der italienischen Formel 2000 Light, in der er mit drei Siegen Vizemeister wurde, sowie die Tatuus 2000-Wertung gewann. In der Schweizer Formel Renault stand er viermal auf dem Podium und beendete die Saison auf dem dritten Gesamtrang. Darüber hinaus wurde er 24. in der italienischen Formel Renault.
2010 unterbrach Storz seine Motorsportkarriere um seine Schulausbildung abzuschließen. Er nahm in diesem Jahr nur an einem Rennwochenende der Formel Palmer Audi teil und beendete bereits sein erstes Rennen als Zweiter auf dem Podest. Zudem erzielte er die schnellste Rennrunde. In der Fahrerwertung wurde er 24. Nachdem Storz bereits im Winter an Testfahrten der FIA-Formel-2-Meisterschaft teilgenommen hatte, gab er Anfang 2011 bekannt, in dieser Meisterschaft an den Start zu gehen. Mit einem sechsten Platz als bestes Ergebnis wurde er Zwölfter.

## Karrierestationen
| - 2001–2008: Kartsport - 2008: Italienische Formel 2000 Light (Platz 14) - 2008: Italienische Formel 2000 Light, Wintermeisterschaft (Platz 4) | - 2008: Italienische Formel Renault, Wintermeisterschaft (Platz 7) - 2009: Italienische Formel 2000 Light (Platz 2) - 2009: Schweizer Formel Renault (Platz 3) | - 2009: Italienische Formel Renault (Platz 24) - 2010: Formel Palmer Audi (Platz 24) - 2011: Formel 2 (Platz 12) |